# Schmaltzia allophyloides
Schmaltzia allophyloides là một loài thực vật có hoa trong họ Đào lộn hột. Loài này được (Standl.) F.A. Barkley miêu tả khoa học đầu tiên năm 1940.